# 2410 Morrison
A 2410 Morrison (ideiglenes jelöléssel 1981 AF) a Naprendszer kisbolygóövében található aszteroida. Edward L. G. Bowell fedezte fel 1981. január 3-án.